# Ophthalmis intermedia
Ophthalmis intermedia är en fjärilsart som beskrevs av Jordan 1912. Ophthalmis intermedia ingår i släktet Ophthalmis och familjen nattflyn. Inga underarter finns listade i Catalogue of Life.